# Choli (Cypr)
Choli (gr. Χόλη) – wieś w Republice Cypryjskiej, w dystrykcie Pafos. W 2011 roku liczyła 83 mieszkańców.